# Woroneski Państwowy Instytut Rolniczy
Woroneski Państwowy Instytut Rolniczy im. cesarza Piotra Pierwszego (Воро́нежский госуда́рственный агра́рный университе́т и́мени импера́тора Петра́ I) – uniwersytet w mieście Woroneż.
Druga wyższa uczelnia rolnicza Federacji Rosyjskiej z dwóch najstarszych otwartych w Imperium Rosyjskim. Pierwsza wyższa uczelnia edukacyjna w mieście. Założona w 1912.
9 czerwca 1912 roku weszła w życie ustawa „O utworzeniu Instytutu Rolniczego im. cesarza Piotra I w Woroneżu”, zainicjowana przez Woroneskie Ziemstwo. Projekt ustawy, przygotowany przez Główny Zarząd Gospodarki Ziemią i Rolnictwa i zatwierdzony przez deputowanych Dumy, został przedstawiony cesarzowi Mikołajowi II i przez niego podpisany.
Woroneski Państwowy Uniwersytet Rolniczy to nie tylko pierwszy uniwersytet w Centralnym Regionie Czarnoziemu. W momencie powstania WSKhI w Imperium Rosyjskim istniały tylko dwie wyższe uczelnie rolnicze - Moskiewski Instytut Rolniczy i Nowo-Aleksandryjski Instytut Rolnictwa i Leśnictwa. W obrębie współczesnych granic Federacji Rosyjskiej starsza od Woroneskiego Instytutu Rolniczego - WSAU jest tylko Timiriaziewska Akademia Rolnicza (dawny Moskiewski Instytut Rolniczy).
Założenie uczelni w 1912 oznaczało początek realizacji planu zakładania wyższych szkół rolniczych w Imperium, zatwierdzonego w 1910 przez Główny Zarząd Gospodarki Ziemią i Rolnictwa. Uznając celowość regionalnego rozmieszczenia wyższych szkół rolniczych w Rosji, uznano za konieczne utworzenie instytutów rolniczych w Tomsku, Saratowie, Odessie, Kazaniu, Jekaterynosławiu i Permie, jednak Woroneż znalazł się na szczycie tej listy. Zdecydowaną większością głosów Rada Rolnicza „wybrała Woroneż do natychmiastowego utworzenia instytutu rolniczego, który służyłby przede wszystkim Czarnoziemskiemu Centrum Rosji”. Wyrażono rozważania, że „konieczne jest danie pierwszeństwa Czarnoziemskiemu Centrum, które tak wiele dało Imperium, ale jest wyczerpane przez częste nieurodzaje i szczególnie potrzebuje poważnych ulepszeń swojego systemu rolniczego”. Ponad sto wybitnych osobistości Rosji - przedstawicieli nauki, edukacji, kultury, najwyższych władz przesłało swoje gratulacje do Woroneża z okazji założenia instytutu rolniczego. Zgodnie z unikalnym projektem zbudowano zespół architektoniczny uczelni, który jest obecnie zabytkiem architektonicznym. Instytut powstał jako pomnik  reformatora Rosji - Piotra Wielkiego.